# Aeronca E-107
Die Aeronca E-107 wurde von der Aeronca Aircraft Corporation hergestellt und war einer der ersten kostengünstigen und zuverlässigen Flugzeugmotoren der Nachkriegszeit.

## Entwurf und Entwicklung
Eine Aeronca C-2 mit dem E-107 „Flachkopf“-Motor
Der E-107A war ein serienmäßiger Flachkopfmotor, der einen Morehouse-Motor im ersten Prototyp der Aeronca C-2 ersetzen sollte. Die ersten fünf Exemplare wurden ohne Kühlrippen am Kurbelgehäuse hergestellt, aber alle Versionen hatten luftgekühlte Rippen auf den Zylinderköpfen, die vielen luftgekühlten Zweitaktmotoren ähnelten. Der Motor war serienmäßig mit einem Winfleld-Vergaser Modell 5 ausgestattet. Der E-107 wurde durch den verbesserten E-113-Motor mit obenliegendem Ventiltrieb ersetzt, der auf der gleichen Konstruktion basierte.

## Varianten

### E-107
Standard-Serienmotor

### E-107A
Der E-107A wurde für Aeronca von der Govro-Nelson Company in Detroit, Michigan, hergestellt.

### O-107
Bezeichnung für Motoren, die in beeindruckte Flugzeuge eingebaut wurden

## Triebwerke in der Ausstellung
- Eine E-107 ist im EAA Airventure Museum in Oshkosh, Wisconsin, ausgestellt.
- Der restaurierte erste Prototyp der Aeronca C-2 (Registrierung NC 626N) mit einem E-107 ist im Udvar-Hazy-Gebäude des Smithsonian's National Air and Space Museum ausgestellt.[3]